# 格 (语法)
格，格位，狭义上称为语法格，在格语法中称为表层格，是名词、代词、分词、数词或形容词等词类当中，反映其在短语、从句或句子中所起语法功能的一种特定语法范畴，会使词发生相应不等的屈折变化。随着语言逐步演变，格会发生合并（如古希腊语裡方位格和与格合并），这种现象称为语形融合。在更正式的定义裡面，语法格是“一种根据独立名词成分与中心词的关系类型，标记这些名词成分的系统”:p.1，故语法格是一种词法学上的概念（詞法格），应当跟语义学上的语义格（也称语义角色、题元角色）区分开来。如拉丁语裡数个语义格可以共用一个语法格。拥有语法格的语言通常语序较为自由，且其语序不表示语义格。
常见的格包括主格、宾格、与格和属格。此外，一些语言拥有庞大的格系统，如古希腊语、亚美尼亚语、阿萨姆语、巴斯克语、德语、冰岛语、拉丁语、梵语、泰米尔语、藏语，波罗的-斯拉夫语族、高加索语系的大部分语言，突厥语族和乌拉尔语系等，它们的格系统涵盖了名词、代词、限定词等众多词类，通常通过添加后缀实现。不同语言有不等数量的格：世界语有2个，德语和冰岛语有4个，罗马尼亚语有5个，拉丁语、俄语和土耳其语至少有6个，亚美尼亚语、捷克语、拉脱维亚语、立陶宛语、波兰语、塞尔维亚-克罗地亚语和乌克兰语有7个，梵语和泰米尔语有8个，爱沙尼亚语有14个，芬兰语有15个，匈牙利语有18个，而高加索语系的采兹语（Tsez language）甚至拥有64个格。
现代汉语的所有词类都不会发生屈折变化，所以在严格的语法格角度来看，汉语没有格系统（已在发展过程中退化消失）。而现代英语已经丢失了大部分的格系统，仅在人称代词主格（I, you, he, she, it, we, they, who, whoever）、宾格（me, you, him, her, it, us, them, whom, whomever）和属格（my, mine; your, yours; his; her, hers; its; our, ours; their, theirs; whose; whosever）中保留了简化形式，如 I kicked him 或 He cheated on me。在格较少的语言裡面，很多格关系是通过介词来实现的，如英语的介词短语 (kick) with (his) foot 或中文的“用脚（踢）”，在俄语裡面就用“脚”的工具格  表示，而在古希腊语裡面则将  连同定冠词一起变为与格。

## 词源
一般认为古希腊人对自己语言中的名词形式有一定的了解，但是否真的具有语法格的概念则无从推断。语法格首先被斯多葛学派和逍遥学派的一些哲学家所提出，格在古希腊语中作  (ptōsis)，源自原始印欧语词根 *ḱad-，意为“倒”，与表示原形的“竖直”（ὄνομα 或 ῥῆμα）相对。最初在亚里士多德的定义里面， 可以用于任何派生、屈折形态，故不仅用于名词变形，也可用于动词，乃至形容词和副词的变形。 的拉丁语译语即 casus（其动词为 cadere），是英语 case 的词源。
基本的格名称也大多发源于古希腊。语法格的概念后来又被亚历山太学派的语言学家萨莫色雷斯的阿里斯塔库斯所采用，他总结了古希腊语当中的5个格，其学生狄俄尼索斯·特拉克斯为这些格命了名。以此为基础，古罗马文法学家勒密乌斯·帕莱蒙在公元1世纪前后为拉丁语的格命了名，这些拉丁语的格名称成为现代西方语言学中格术语的来源。这样的命名方式，使得格名称一定程度上反映了其在印欧语中常见的语义。
| 古希腊语                      | 拉丁语                  | 英语       | 中文 |
| ----------------------------- | ----------------------- | ---------- | ---- |
| (orthē)「直的」               | nominativus「名称的」   | nominative | 主格 |
| (genikē)「种族的」            | genetivus「与生俱来的」 | genitive   | 属格 |
| (dotikē)「给与」              | dativus                 | dative     | 与格 |
| (aitiatikē)「受影响、被告知」 | accusativus「告知的」   | accusative | 宾格 |
| (klētikē)「称呼、呼叫」       | vocativus               | vocative   | 呼格 |

古希腊-罗马以外，公元前4世纪的梵文文法学家波你尼也曾在其著作《八篇书》（Aṣṭādhyāyī）中对梵语的7个格进行编号分类。

## 定义
格（语法格）是一种特定的语法范畴，是用来标记句子的论元（Arguement）与中心词（Head）之间的关系类型的屈折系统:p.1。中心词即谓语，论元即与中心词相关的独立名词成分，其状态为中心词所陈述。
在很多语言中，论元与动词、助动词具有格的一致性，两者一同发生曲折变化。例如，在英语中，be 的屈折形态会与主格代词保持一致。
She is beautiful.（她很漂亮。）
I am beautiful（我很漂亮。）

### 语法格与语义格
语法格的定义并不涉及到论元的语义角色，所以格仅仅是一种词法学上的概念，如主格和宾格不一定对应语义格上的施事和受事，故应当将它跟语义学上的语义格区分开来。以日语为例，在主动句和被动句当中，其语法格有升降，语义格和语法格是错位的。主动句当中主格拥有施事，但被动句当中主格拥有受事。
最早区分语法格和语义格的是梵文文法学家波你尼，他将梵文中的语义格体系称为  (kāraka)，意为“行为者”，波你尼定义了6种 kāraka。

### 语法格与信息结构
同样，语法格不应与信息结构（主题）等同。

### 语法格与句子成分
主语可以有很多种定义，直观上经常和主格等同。但狭义的主语更聚焦于论元与谓语的语法关系，而不仅仅是屈折形态。主语不一定是主格（が），也可以是与格，例如与格主语句：

## 语言类型学

### 格配列

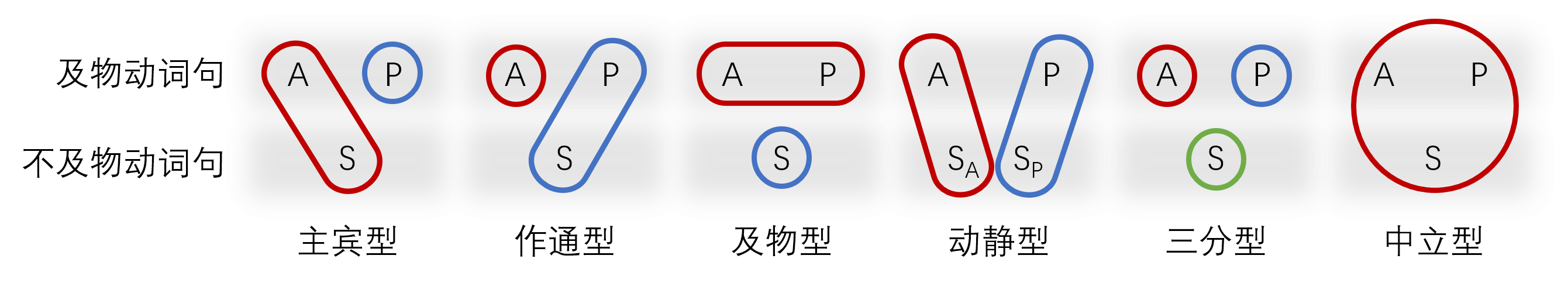
配列示意

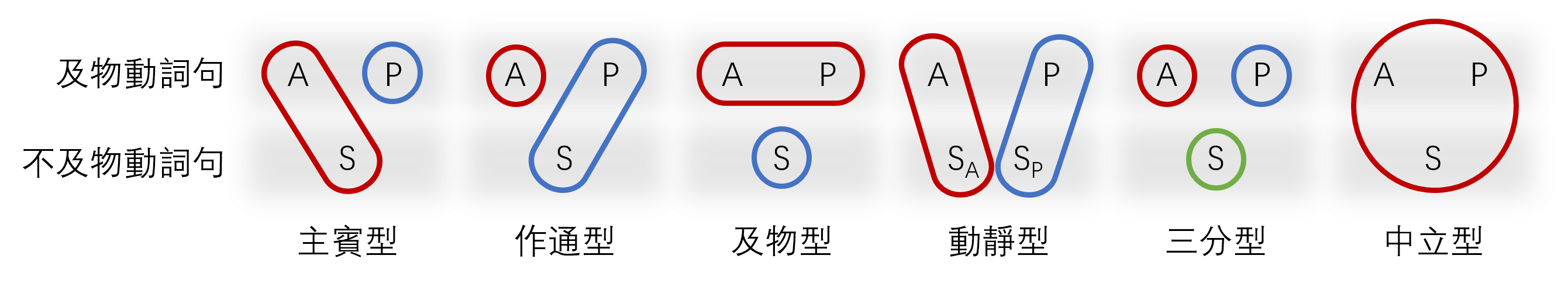
配列示意

语法格与语义格存在配列关系，一部分的格，包括常见的主格和宾格，其命名和涵义与它所配列的语义格相关。依据及物动词的施事论元（Agent，简称A）和受事论元（Patient，简称P），以及不及物动词中充当主语的变元（Subject，简称S）的之间语法格的组合，可以把语言分为以下的类型：
- 主宾型（宾格型）：不及物动词的变元（S，主语）与及物动词的施事论元（A，主语）共用一个相同的格，这个格称为主格（A=S, NOM）；及物动词的受事论元（P，直接宾语）单独使用一个格，称之为宾格（P, ACC）。世界上大多数语言都是主宾格语言，包括英语和日语。
- 作通型（作格型）：不及物动词的变元（S，主语）与及物动词的受事论元（P，直接宾语）共用一个相同的格，这个格称为通格或绝对格（P=S, ABS）；及物动词的施事论元（A，主语）单独使用一个格，称之为作格、能格或施格（A, ERG）。作通格语言常见于澳大利亚原住民语言、库尔德语、藏语、高加索诸语言、印度-雅利安语支、巴斯克语、楚科奇语、因纽特语、玛雅语系等。
- 及物型（施受格型、不及物格型、双重斜格型）：及物动词的施事论元（A，主语）与及物动词的受事论元（P，直接宾语）共用一个相同的格，这个格称为及物格或施受格（A=P, TRA）；不及物动词的变元（S，主语）单独使用一个格，称之为不及物格（S, INT）。作宾格语言非常少见，只有鲁善语（英语：Rushani_dialect）等3种帕米尔语言有这种配列[13][14]。
- 动静型（活格型、动作格型）：根据不及物动词的变元（S）所领有的语义格而变化。如果该变元是施事，则与及物动词的施事论元（A，主语）共用一个相同的格，称为活格、施事格或动作格（SA=A, ACT）；如果是受事，则与及物动词的受事论元（P，直接宾语）共用一个相同的格，称为状态格、受事格或非动作格（SP=P, STA）。活格语言的典型是高加索的格鲁吉亚语。
- 三分型（作宾格型）：三方分别用不同的格，及物动词的施事论元（A，主语）的格称为作格（A, ERG）；与及物动词的受事论元（P，直接宾语）的格称为宾格（P, ACC）；不及物动词的变元（S，主语）的格称为不及物格（S, INT）。例如美国原住民的内兹佩而塞语（英语：Nez Perce language）外，另有两澳大利亚原住民的Wangkumara语（英语：Wangkumara language）。[15][16][17]
- 南岛型（菲律宾型、焦点系统）：其句法形态配列没有固定的类型。常见于他加洛语、台湾南岛语言等南岛语系的语言。
- 中立型（直接格型）：三方使用相同的格，称为直接格（DIR），有时候也作主格处理。中立型在印度-雅利安语支比较常见。汉语是典型的中立型语言，虽然汉语严格来说并没有格的屈折变化；英语除却人称代词的部分也属于中立型。

### 语言系属分类

#### 印欧语系的格系统

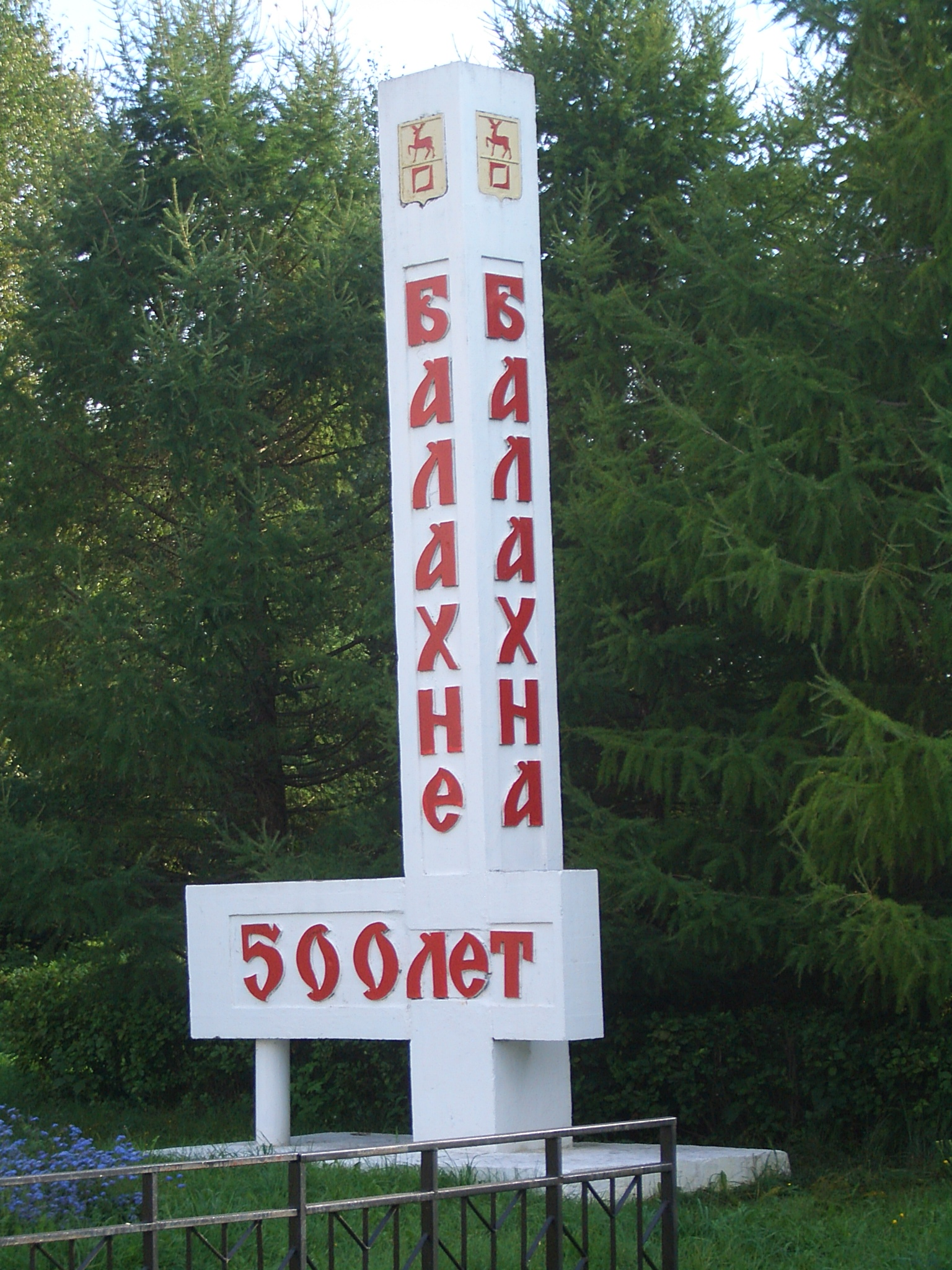
俄罗斯用这个标志来纪念一座名叫巴拉赫纳的城市，右侧的Балахна是主格形式，而Балахне一词以与格形式存在于位于标志前方的Балахне 500 Лет(“巴拉赫纳五百周年”) 一句中。此外，лет一词为Год（年）的复数属格形式。

印欧语系属于屈折语，其语言都有格变化。一般认为，原始印欧语具有如下的格：
- 主格 (NOM)：表示主语和表语；
- 属格 (GEN)：表示领属关系；
- 与格 (DAT)：表示间接宾语；
- 宾格 (ACC，也称对格或受格）：表示直接宾语；
- 夺格 (ABL，也称造格或离格）：夺格的意义复杂，但一般均能表示离开、工具、凭借某种手段等等意义；
- 方位格 (LOC)：表示方位；
- 工具格 (INS，也称具格）：表示工具或手段；
- 呼格 (VOC)：表示呼语。

即使在古代，印欧语中完全具备这7到8个格的语言也不多，例如拉丁语有5~7个格、古希腊语更只有5个格、波蘭語還保留了6~7種格，而梵语则全保留了8个格。
现代印欧语的发展趋势是减少格的变化，取而代之的是多用介词和语序表达格的意义。如现代印欧语的罗曼语族虽然是从具备6个格的拉丁语演化而来，但法语、意大利语、西班牙语、葡萄牙语等语种均已經放弃名词的格变化，改由介词和语序表达格的涵义。现代印欧语的日耳曼语族也大部分放弃了格变化。例如英语，名词只剩下賓格与属格的区别，这样做的直接后果是，语序和介词在英语中非常重要，但英语的语法规却变得非常简单明瞭。斯拉夫语族一般仍具有更复杂的格变化，较为罕见的是保加利亚语和马其顿语，这两种语言基本上放弃了格变化，从综合语演变至分析语。印度-伊朗语族当中，波斯语和法语一样，彻底放弃了名词的变格。
现代印欧语仍具有原始印欧语的全部7个格的语言不多，一般都是斯拉夫语族的相对较小的语言，如塞尔维亚语、克罗地亚语、波兰语、捷克语、乌克兰语等。这些语言的语法功能几乎完全由静词变格与动词变位体系承担，它们是高度屈折语，也是综合语。俄语具有6个格，它也是高度屈折语和综合语。而日耳曼语族中仍将格变化作为语法重要手段的语言有德语和冰岛语以及荷兰语。它们各保留了4个格，因此处于综合语到分析语的过渡阶段中。荷兰语则保留有部分变格，常见于古老的语句或者词性用法，但大部分变格已经放弃。罗曼语族的大部分语言都已经放弃格变化，唯有罗马尼亚语，因为长期受斯拉夫语言的包围，保留了5个格。除此以外保留格变化的典型现代印欧语还有：现代希腊语、阿尔巴尼亚语、普什图语等等。
印欧语的格的语法特点在于：印欧语的格不是单独存在，而是与“性”、“数”等语法范畴同时存在的。这就导致印欧语的变格系统比阿尔泰语发音更加简便，但语法规则复杂得多。这正是屈折语之于黏着语的区别。

#### 其他语系的格系统
黏着语变格词尾只表示格，不涉性、数等语法范畴，与屈折语有别，但黏着语与屈折语都有综合语特征，具有屈折变化。如阿尔泰语系，其所有语言均依赖格系统，所以阿尔泰语的格数甚多，如突厥语族有9个左右，而通古斯语族有6个左右，维吾尔语通常认为具有9个格，满语具有6个格，韓語具有8個格。同属黏着语的芬兰语（乌拉尔语系），具有15个格，南美安第斯山区印第安所使用的克丘亚语则有19个格，而匈牙利语（乌拉尔语系），则有20格以上。
汉藏语系中的漢語諸方言大都属于孤立语，没有格变化，其功能由语序及介词表示。典型如现代汉语，“我打你”和“你打我”这两句的语义区别，完全依靠语序表达，“我”和“你”都不会发生任何形态变化。而有格变化的语言则相反，如德语的 Ich schlage dich 与 Dich schlage ich 这两句，语义没有任何区别，因为代词的格没有变化。如果要表达“你打我”，德语必须以变格变位表示：Du schlägst mich.
但汉藏语系藏缅语族的语言則不同。以藏语为代表的这类语言，有丰富而复杂的格变化，语法涵义也是由名词的变格和动词词尾来体现的，语序和介词的意义并不大。因为汉藏语言的同源关系，有观点认为早期的汉语也是一种有格变化的语言。
闪含语系的语言中，标准阿拉伯语有格的变化。现代希伯来语已经放弃了变格。

## 格等级
格有一种大致的等级倾向，主格、宾格等格最为常见，其下次之。如果某种语言缺乏其中一个格，那么该格以下所有的格也很可能都不存在。:p.89
主格 (NOM) → 宾格 (ACC) 或作格 (ERG) → 属格 (GEN) → 与格 (DAT) → 方位格 (LOC) → 夺格 (ABL) 与/或工具格 (INS) → 伴随格 (COM)  → 其他
有一些例外，如中部德语的科隆语和卢森堡语具有与格但不具有属格。爱尔兰语名词的主格和宾格已经完全脱落，但在某些构式里还分布着与格和方位格，而属格和呼格仍被保留着。在旁遮普语里面，宾格、属格和与格都被合并到斜格，但仍保留着呼格、方位格和夺格。古英语具有工具格，但没有方位格和前置格。

## 格标记
在大多数情况下，格只会被标记在名词短语的中心词（名词）上，例如土耳其语、蒙古语、克丘亚语，达罗毗荼语系、印度-雅利安语支和巴布亚诸语言等。在巴斯克语、亚马逊诸语言和澳大利亚原住民语言中，则无论名词短语中有多少成分，一律将格标记在短语末尾。在许多印欧语里面，以及芬兰语和闪米特语中，在名词、限定词和形容词上都会有格标记。除此以外的格标记系统都很罕见。在某些语言中会有双重标记，如同时标记属格（表示语义角色）和宾格（与中心词建立一致 (concord)）。

## 变格法
语法格在不同动词上变化的不同类型称之为变格法。富有名词屈折变化的语言通常都会有多套变格法，每套变格法用不同的变格方式来区别不同的格。梵语共有6套变格法，拉丁语通常认为有5套， 古希腊语则有3套，斯洛伐克语则有15套变格法，用以对应5种不同的性。
在印欧语里面，变格法不仅取决于格，也取决于性、数、语音环境乃至其他复杂的历史因素。代词有时会有不同的变格法则。在一些语言中，如斯拉夫语，名词和形容词上同样的格会有不同的变格。有些语言更甚，同样的格在不同的变格中甚至会使用不同的词根，如波兰语属格在名词上是 -a, -u, -ów, -i/-y, -e-，而在形容词上是 -ego, -ej, -ich/-ych。俄语甚至在变格法上区分名词的有生性：
- （NOM，有生命，零结尾）（猫抓老鼠）
- （NOM，无生命，零结尾）（柱子支撑着屋顶）
- （ACC，有生命，-а）（彼得打了猫）
- （ACC，无生命，零结尾）（彼得撞断了柱子）

### 综合参考文献
- Clackson, James. . Cambridge University Press. 2007  [2019-05-13]. ISBN 9781139467346. （原始内容存档于2020-09-25）.
- Ivan G. Iliev (2007) On the Nature of Grammatical Case ... (Case and Vocativeness) （页面存档备份，存于）

- Iliev, Iv. The Russian Genitive of Negation and Its Japanese Counterpart. International Journal of Russian Studies. 1, 2018 （页面存档备份，存于）